# كفور
كفور هي قرية لبنانية من قرى قضاء كسروان في محافظة جبل لبنان.